# 야마노촌 (히로시마현)
야마노촌(山野村)은 일본 히로시마현 후카야스군에 설치되었던 촌이다. 현재의 후쿠야마시의 일부에 해당한다.

## 역사
- 1889년 4월 1일 - 정촌제 시행에 의해 야스나군 야마노촌이 성립하였다.
- 1898년 10월 1일 - 소속군이 후카야스군으로 변경되었다.
- 1955년 3월 31일 - 가모촌, 히로세촌과 합병해 가모정이 발족, 동일 야마노촌은 폐지되었다.

## 참고문헌
- 「やまの」編集委員会 (1990).  山野民俗資料保存会, 편집. 《やまの - 福山市山野町の民俗 -》. 福山市文化財協会. 다음 글자 무시됨: ‘和書 ’ (도움말)
- 島谷真三 (1973). 《山野明治百年史》. 山野郷土資料保存会. 다음 글자 무시됨: ‘和書 ’ (도움말)
- 楠務 (1970). 《備後加茂》. 中国観光地誌社. 다음 글자 무시됨: ‘和書 ’ (도움말)